# Sergio Massa
Sergio Tomás Massa (San Martín, 28 de abril de 1972) es un abogado y político argentino, miembro de Unión por la Patria, anteriormente denominada Frente de Todos, coalición política de tendencia peronista y progresista.
Es fundador y líder del Frente Renovador, fuerza integrante del Frente de Todos que se impuso en la elección presidencial de 2019. Inicialmente, fue miembro y presidente de la Cámara de Diputados de la Nación desde 2019 hasta julio de 2022, cuando abandonó el cargo para desempeñarse como ministro de Economía de la Nación dentro del gobierno de Alberto Fernández.
Ideológicamente se autodefine como peronista y de centro. A pesar de haber criticado al kirchnerismo, encasillándose en el peronismo disidente, integra una coalición política con el primero desde 2019, argumentando que la fragmentación de la oposición solo beneficiaba al expresidente Mauricio Macri.
Luego de haber estado en su juventud en el partido UCeDé, ingresó en la década de 1990 al Partido Justicialista, fue sucesivamente director ejecutivo de la Administración Nacional de la Seguridad Social (2002-2007) e intendente de Tigre (2007-2013). En 2008 y 2009 se desempeñó como jefe de Gabinete, designado por la presidenta de ese entonces Cristina Fernández de Kirchner. A partir de las elecciones legislativas de 2013, abandonó el Partido Justicialista para crear el Frente Renovador, con el que fue elegido diputado nacional para el período 2013-2017 y candidato a presidente de la Nación en las elecciones de 2015, en las que resultó tercero con 21,39 % de los votos.
Fue miembro y presidente de la Cámara de Diputados de la Nación desde 2019 hasta julio de 2022, cuando abandonó el cargo para desempeñarse como ministro de Economía de la Nación.
El 23 de junio de 2023 se anunció oficialmente su candidatura a las elecciones presidenciales de Argentina de 2023 por Unión por la Patria, con el jefe de Gabinete Agustín Rossi como su candidato a vicepresidente. Superó las PASO 2023 contra Juan Grabois, y fue oficializado candidato oficialista a presidente de la Nación. En las elecciones generales fue el candidato más votado al obtener el 36,68 % de los votos, pero no superó el porcentaje requerido para ganar en primera vuelta, por lo que el 19 de noviembre de 2023 se realizó una segunda vuelta entre él y Javier Milei, donde el candidato de La Libertad Avanza se impuso con el 55,65 % de los votos mientras que él obtuvo el 44,35 %.

## Biografía
Nació en San Martín el 28 de abril de 1972, hijo del empresario de la construcción Alfonso Massa, originario de Sicilia, y la ama de casa Luciana Cherti, originaria de Trieste, ambos inmigrantes italianos. Tiene una hermana mayor. Su padre era de la pequeña ciudad de Niscemi, en Sicilia, y su madre de Trieste.
Vivió durante su infancia y adolescencia en la localidad de San Andrés sobre la calle San Lorenzo casi esquina Libertad a unos metros del centro y a unas cuadras del club de golf homónimo.
Cursó estudios primarios y secundarios en el Instituto Agustiniano, de orientación católica. Mientras frecuentaba el Instituto Agustiniano, empezó a militar en la UCeDé, partido liberal-conservador fundado por Álvaro Alsogaray en la década de 1980. Tras completar sus estudios básicos, ingresó a la Universidad de Belgrano para estudiar Derecho, carrera que no finalizó hasta 2013.
Luego de haber estado en su juventud en el partido UCeDé, ingresó en la década de 1990 al Partido Justicialista, fue sucesivamente director ejecutivo de la Administración Nacional de la Seguridad Social (2002-2007) e intendente de Tigre (2007-2013). En 2008 y 2009 se desempeñó como jefe de Gabinete, designado por la presidenta de ese entonces Cristina Fernández de Kirchner. A partir de las elecciones legislativas de 2013, abandonó el Partido Justicialista para crear el Frente Renovador, con el que fue elegido diputado nacional para el período 2013-2017 y candidato a presidente de la Nación en las elecciones de 2015, en las que resultó tercero con 21,39 % de los votos.
En 2001 contrajo matrimonio con Malena Galmarini, a quien conoció a instancias de sus suegros, Fernando "Pato" Galmarini y Marcela Durrieu (ambos de Montoneros). Tras la boda, se mudó a Tigre, se convirtió en simpatizante del Club Atlético Tigre, llegando a ser dirigente y vocal de este club ubicado en la localidad bonaerense de Victoria. Junto a Malena tuvo dos hijos, Tomás y Milagros.
Como intendente, y en plena campaña para las elecciones legislativas de Argentina de 2013, regresó a la universidad y cursó lo poco que le quedaba para ser abogado, logrando asumir su banca en la Cámara de Diputados como abogado.
El 23 de junio de 2023 se anunció oficialmente su candidatura a las elecciones presidenciales de Argentina de 2023 por Unión por la Patria, con el jefe de Gabinete Agustín Rossi como su candidato a vicepresidente. Superó las PASO 2023 contra Juan Grabois, y fue oficializado candidato oficialista a presidente de la Nación. Ganó las elecciones generales al obtener el 36,68 % de los votos siendo el candidato más votado, pero no obtuvo el porcentaje de votos mínimo exigido, por lo que el 19 de noviembre de 2023 se realizó una segunda vuelta entre él y Javier Milei, donde este se impuso con el 55,65 % de los votos mientras que él obtuvo el 44,35 %.

## Trayectoria política

### Inicios
Hacia fines de los años ochenta y principios de los noventa comenzó en la política dentro de la juventud de la UCeDé (Unión del Centro Democrático), un partido de ideología liberal-conservadora, llegando a ser asesor del concejal de San Martín Alejandro Keck, vinculado al dirigente sindical Luis Barrionuevo.
Se destacó rápidamente en el partido de Álvaro Alsogaray (UCeDé) y llegó a ser uno de sus líderes como presidente de la Juventud Liberal en la provincia de Buenos Aires entre 1994 y 1996, además de ser el jefe de campaña de Alberto Albamonte, cuando el diputado liberal se presentó como candidato a gobernador de Buenos Aires en 1991. Formó parte del ala del partido que tenía como principales referente al propio Alsogaray, Jorge Aguado y Francisco Durañona. Esta fue el ala que promovió a mediados de los años noventa la fusión con el Partido Justicialista en ese momento dirigido por Carlos Menem quien era también el presidente de la Nación. La fusión se dio con éxito y Massa comenzó a militar en San Martín con el dirigente sindical Luis Barrionuevo.
Fue designado en una subsecretaría del Ministerio del Interior gracias al patrocinio de Barrionuevo, y más tarde se convirtió en asesor de "Palito" Ortega en el Ministerio de Desarrollo Social.
Finalmente en las elecciones de 1999, fue elegido diputado provincial de Buenos Aires por la Primera Sección Electoral ya integrando las listas del peronismo.

### Director de ANSeS

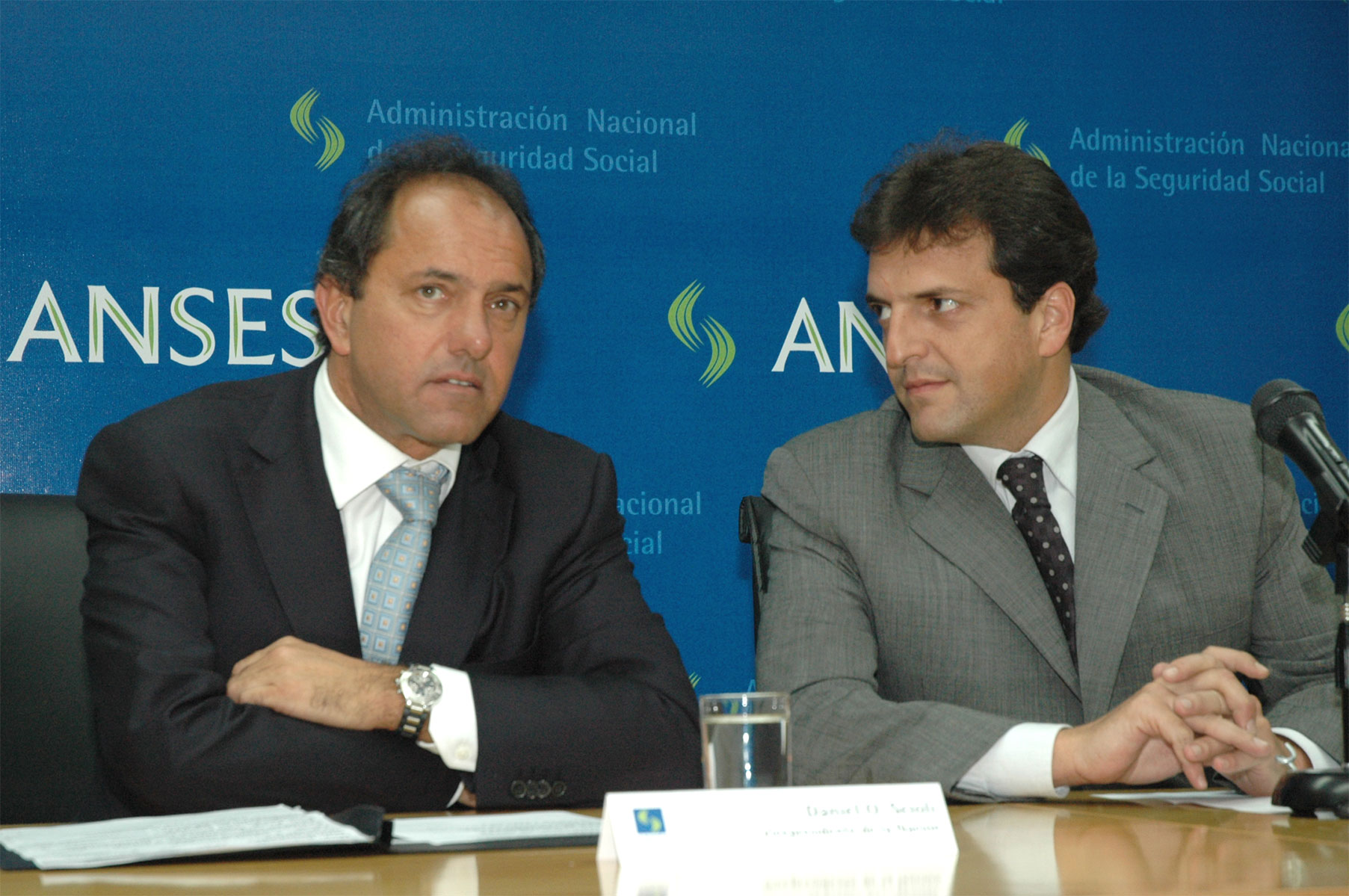
Sergio Massa (derecha), como titular de la ANSES (Administración Nacional de la Seguridad Social), junto a Daniel Scioli.

Durante la presidencia interina de Eduardo Duhalde, luego de la crisis de diciembre de 2001, fue designado al frente de la Administración Nacional de la Seguridad Social, por la recomendación de su suegro, Fernando "Pato" Galmarini, quien era el asesor de Eduardo Duhalde. Luego de las elecciones presidenciales de 2003, el electo presidente Néstor Kirchner lo revalida en el cargo, continuando así al frente de la ANSeS hasta finalizada su presidencia.
Su administración se destaca por haber logrado diez aumentos consecutivos en las jubilaciones mínimas y mover en dos oportunidades las jubilaciones que estaban por arriba de los mil pesos después de catorce años. Reorganizó y logró mejorar la eficiencia del sistema de seguridad social incorporando medios modernos de gestión y también durante su gestión se movió el valor de las asignaciones familiares.
En las elecciones legislativas de 2005, fue elegido diputado nacional por primera vez, pero renunció a asumir su banca para seguir al frente del organismo, a instancias del entonces presidente Néstor Kirchner, manteniéndose en este cargo hasta ser elegido intendente de Tigre por primera vez en 2007.

### Intendente de Tigre
En las elecciones de 2007 se presentó en la lista de Acción para crecer de Tigre en alianza con el Frente para la Victoria, como candidato a intendente por el municipio de Tigre. Luego de veinte años de un gobierno vecinalista en el municipio Massa triunfó en una elección que lo posiciona primero con un 46,32 % y, al hasta ese entonces gobierno del municipio, con un 41,80 %.
En su asunción estuvieron presentes, en uno de sus últimos días de función, el presidente Néstor Kirchner y la presidenta electa Cristina Fernández de Kirchner, el gobernador de la provincia de Buenos Aires Felipe Solá y el gobernador electo Daniel Scioli; entre otras autoridades gubernamentales.
En julio de 2008 dejó en el cargo a Julio Zamora ya que este renuncia y asumió como jefe de Gabinete de Ministros de Cristina Fernández de Kirchner.

#### Gabinete gubernamental
| Secretarios del Gobierno de Sergio Massa                       | Secretarios del Gobierno de Sergio Massa | Secretarios del Gobierno de Sergio Massa |
| Cartera                                                        | Titular                                  | Período                                  |
| -------------------------------------------------------------- | ---------------------------------------- | ---------------------------------------- |
| Secretaría General                                             | Julio Zamora                             | 10 de diciembre de 2007                  |
| Secretaría de Gobierno                                         | Eduardo Cergnul                          | 10 de diciembre de 2007                  |
| Secretaría de Economía, Hacienda y Administración              | Daniel Chilo                             | 10 de diciembre de 2007                  |
| Secretaría de Política Sanitaria y Desarrollo Humano           | Malena Galmarini                         | 10 de diciembre de 2007                  |
| Secretaría de Inversión Pública, Urbanismo y Gestión Ambiental | Antonio Grandoni                         | 10 de diciembre de 2007                  |
| Secretaría de Servicios Públicos y Conservación                | Carlos Vittor                            | 10 de diciembre de 2007                  |
| Secretaría de Protección Ciudadana                             | Carlos Diego Santillán                   | 10 de diciembre de 2007                  |

### Jefe de Gabinete

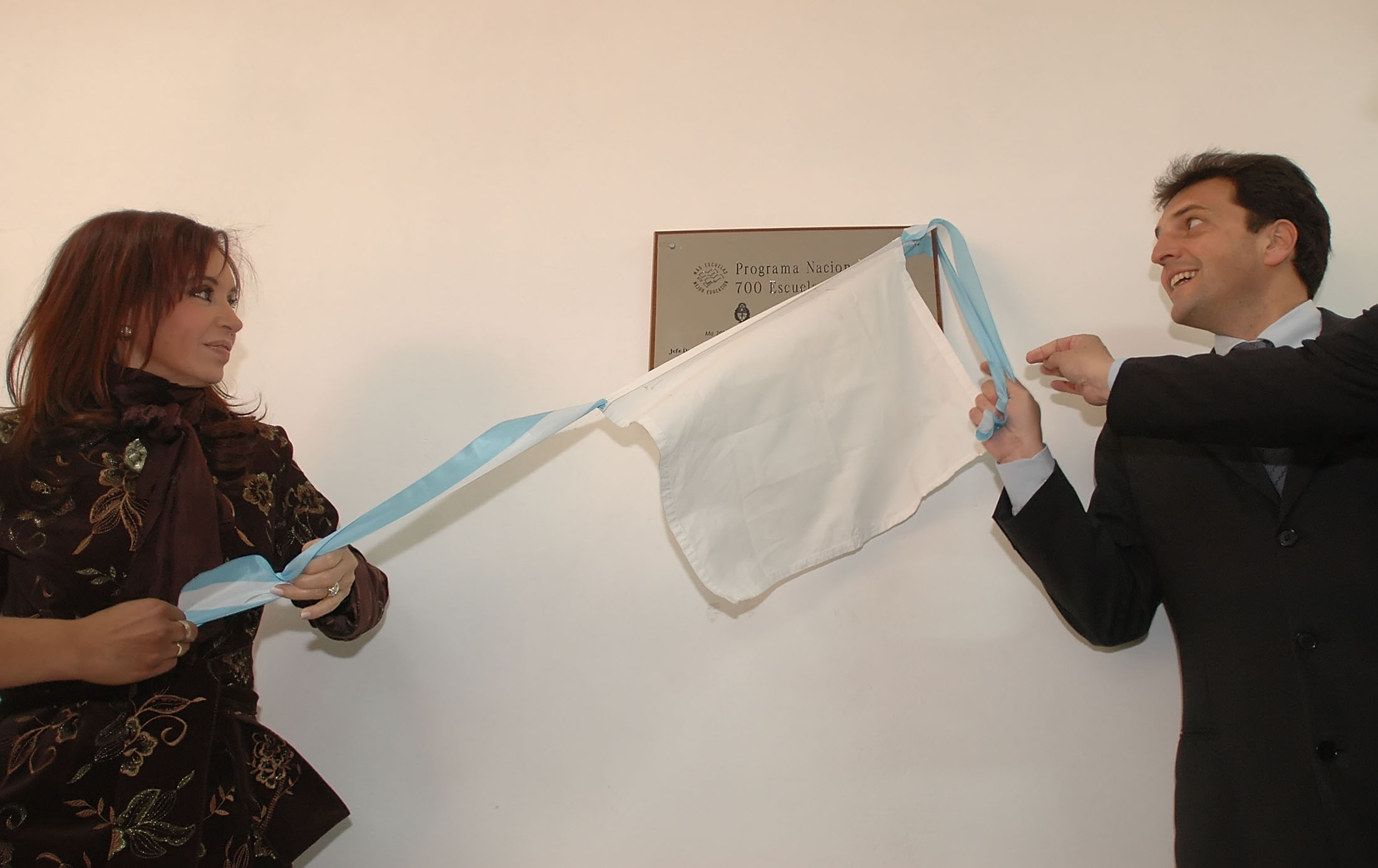
Massa junto a la presidenta Cristina Kirchner durante su etapa como jefe de gabinete

El 24 de julio de 2008 asumió como jefe de Gabinete en el Salón Blanco, donde juró ante la presidenta tras la renuncia del entonces jefe de Gabinete Alberto Fernández, el 23 de julio de 2008. Su primera actividad en el cargo fue una conferencia para presentar el proyecto que se enviará al Congreso sobre la reestatización de Aerolíneas Argentinas. Recibió gran apoyo con su designación en el cargo, tanto de funcionarios de alto rango de la Casa Rosada como de gobernadores e intendentes.
El 7 de julio de 2009 renunció al cargo y fue reemplazado en la Jefatura de Gabinete por Aníbal Fernández y, pocas semanas más tarde, el 24 de julio, volvió a asumir como intendente de Tigre, cargo del que se había licenciado un año antes para convertirse en jefe de Gabinete.
Mientras ocupaba la Jefatura de Gabinete, fue convocado a integrar la lista del Frente para la Victoria en el tercer lugar para las elecciones legislativas de 2009, fue una vez más elegido diputado nacional por la provincia de Buenos Aires. En estas elecciones empezó su ruptura con el kirchnerismo: la lista de candidatos a concejal del distrito de Tigre encabezada por su cónyuge, Malena Galmarini, obtuvo catorce puntos más que la lista nacional que el propio Massa integraba y que estaba encabezada por el expresidente.
El proceso de ruptura final con el kirchnerismo se genera en 2013 cuando Massa critica los modales del gobierno debido a la discusión sobre la metodología con la que Guillermo Moreno intervenía el INDEC y cómo debía manejarse Daniel Scioli con las cuestiones de seguridad bonaerenses. Sobre estos dichos, Cristina Kirchner, en un acto en José C. Paz declara que a quienes no le gustan los modales que armen su partido y ganen las elecciones. Posteriormente Massa hizo una autocrítica, declarando que le faltó «poner sobre la mesa cuál era el riesgo de una eventual división».

### Retorno a la intendencia de Tigre
Luego de renunciar como jefe de Gabinete de Ministros retornó a sus actividades como intendente de Tigre. Durante su intendencia se realizaron las grandes obras de infraestructura, cloacas, agua potable y urbanización (incluido Nordelta), las reformas a los ingresos a Tigre y su casco céntrico y el paseo que embelleció la costa, desde la Avenida Cazón hasta el Tigre Hotel.
Redujo la tasa de homicidios y creó el centro de control del municipio instalando un amplio sistema de cámaras de vigilancia y seguridad que convirtieron a Tigre en uno de los municipios con tasa de inseguridad más baja para fines de 2010.
Su gran logro de gestión fue la creación del Centro de Monitoreo Municipal el cual fue un modelo a copiar por los municipios vecinos.

#### Reelección
Para las elecciones de 2011 el continúa dentro del Frente para la Victoria y se presentó como candidato a intendente nuevamente. Para las PASO obtuvo el 71,60 % de los votos y ganando la interna partidaria. Para las generales él aumentó el caudal de votos y obtuvo finalmente un 73,25 % de los sufragios quedando a 67 % del segundo puesto y obteniendo así la reelección. en esa campaña también apoyó a candidatos de otros distritos como Luis Andreotti en San Fernando,Gabriel Katopodis en San Martin e incluso de manera silenciosa a Jorge Macri en Vicente López ya que en este último ambos trabajaron juntos el tema de la seguridad
Continuó en el cargo hasta fines de 2013 cuando renunció para asumir por primera vez como diputado nacional, cargo que había rechazado en dos oportunidades, dejando a cargo a Julio Zamora al igual que cuando decidió tomarse licencia para ser jefe de Gabinete.

##### Críticas a la gestión
Las principales críticas se centran en la creación de amplios barrios cerrados («countries»), que provocan que vecinos no tengan acceso a los ríos del Delta; además se realizaron amplias denuncias contra la policía municipal. Otra gran problemática denunciada por los vecinos son las inundaciones en las zonas más humildes del Partido en donde las obras de infraestructura no se realizaron.

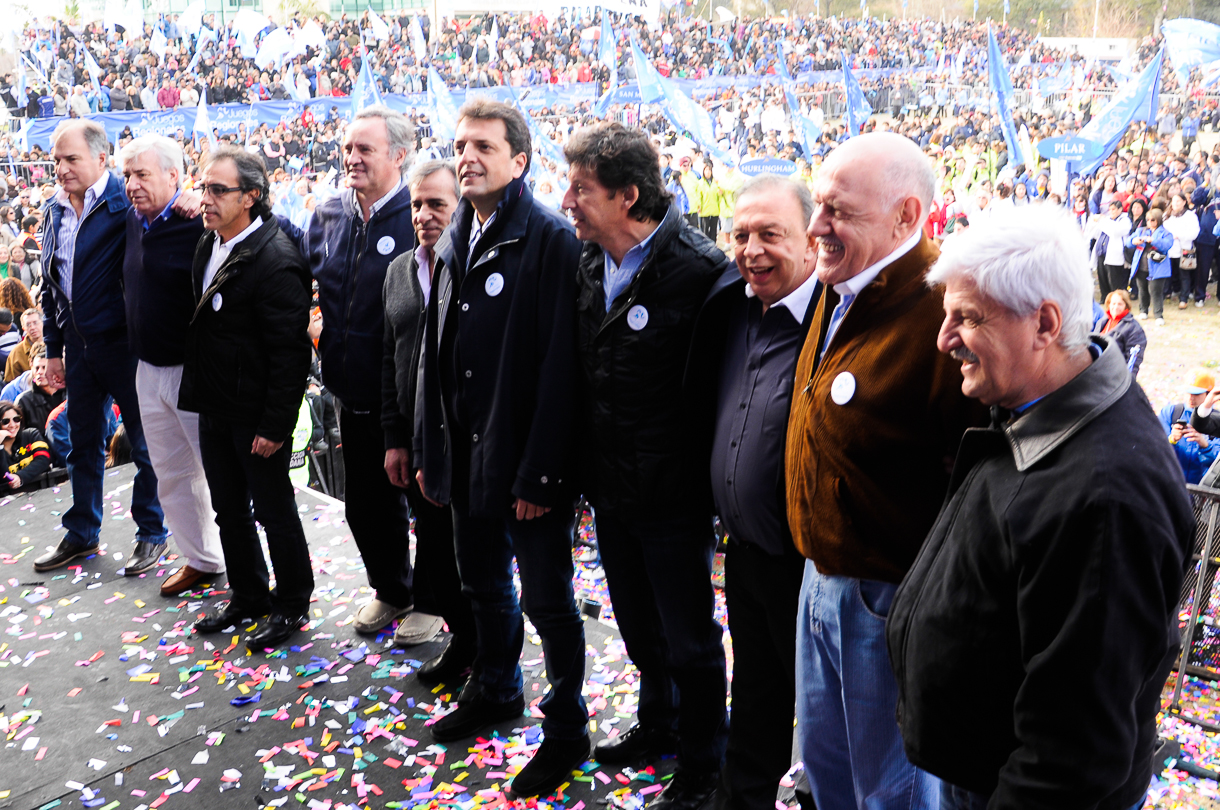
Mitin de campaña de candidatos del Frente Renovador en 2013. De izquierda a derecha: Sandro Guzmán (Escobar), Joaquín de la Torre (San Miguel), Jesús Cariglino (Malvinas Argentinas), Sergio Massa (Tigre), Gustavo Posse (San Isidro), Humberto Zúccaro (Pilar), Luis Acuña (Hurlingham), y Luis Andreotti (San Fernando).

### Frente Renovador
Formó en 2010 el denominado «Grupo de los 8», un grupo de intendentes que incluía:
- a Pablo Bruera, de La Plata;
- a Joaquín de la Torre, de San Miguel;
- a Sandro Guzmán, de Escobar;
- a Jesús Cariglino, de Malvinas Argentinas;
- a José Eseverri, de Olavarría;
- a Gilberto Alegre, de General Villegas; y
- a Luis Acuña, de Hurlingham.

Con esta base política, constituyó el Frente Renovador, una nueva coalición política para disputar las elecciones legislativas de 2013 en la provincia de Buenos Aires.

### Diputado nacional

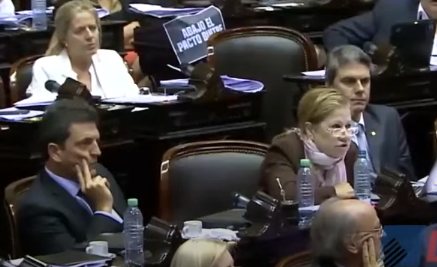
Massa y Graciela Camaño en la Cámara de Diputados en 2016

Oficializó su candidatura el 22 de junio de 2013 a diputado nacional por el Frente Renovador, alianza distrital de Buenos Aires. Fueron inscritos para acompañarlo en dicha lista el intendente de Almirante Brown Darío Giustozzi, la periodista del Grupo Clarín Mirta Tundis, el exgobernador de la provincia de Buenos Aires Felipe Solá, el empresario y extitular de la Unión Industrial Argentina José Ignacio de Mendiguren y el diputado Adrián Pérez, entre otros nombres de menor conocimiento.
En las Primarias Abiertas Simultáneas y Obligatorias del 11 de agosto de 2013, el Frente Renovador obtuvo el 35,05 % de los votos válidos, fue la lista más votada en la provincia de Buenos Aires. Las elecciones generales se programaron para el 27 de octubre de 2013 y resultó vencedor con más del 44 % de los votos válidos emitidos.
El 25 de noviembre de 2013 hizo efectiva su licencia en el cargo de Intendente de Tigre y traspasó el gobierno municipal al presidente del Concejo Deliberante, Julio Zamora, quien ya había ocupado ese lugar con la partida de Massa a la Jefatura de Gabinete de la Nación. El 4 de diciembre juró como diputado nacional y fue incorporado a la cámara, asumió su mandato el 10 de diciembre de 2013. Su mandato finalizó el 10 de diciembre de 2017.
En 2017, junto al bloque de diputados del Frente Renovador, rechazó y renunció al incremento de los viáticos dispuesto por las autoridades de la Cámara de Diputados del 133 %, argumentando que «es una vergüenza el aumento en un momento en el que la gente está peleando por llegar a fin de mes».

### Candidatura a la presidencia

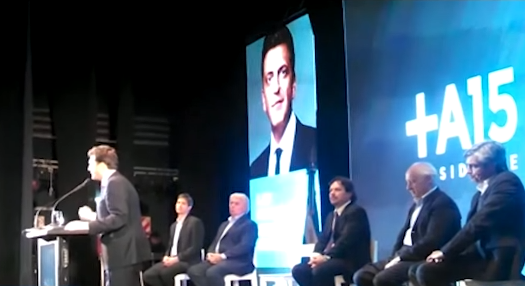
Massa durante un acto de campaña en 2015

En 2014 confirmó su precandidatura a las elecciones presidenciales de 2015 en Argentina.

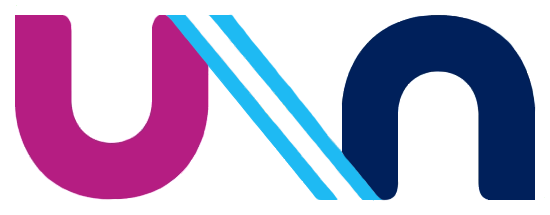
Logo de Unidos por una Nueva Alternativa, la alianza por la cual en 2015 Massa fue candidato a presidente.

El 29 de abril de 2015, dio a conocer el acuerdo entre el Frente Renovador que dirige y la Democracia Cristiana que proclamó como precandidato presidencial de cara al 2015 a José Manuel de la Sota, para competir entre sí en las Primarias Abiertas Simultáneas y Obligatorias (PASO) nacionales que se realizaron el 9 de agosto de ese año, bajo el lema "Argentina Unida".
Los candidatos a las elecciones presidenciales fueron elegidos en elecciones primarias a nivel país (PASO) en agosto. Para participar en las elecciones presidenciales de Argentina de 2015, el Partido Renovador Federal es parte de la alianza electoral transitoria UNA (Unidos por una Nueva Alternativa) integrada además del PRF por: el Partido Demócrata Cristiano, Celeste y Blanca (Francisco de Narváez), Unión Popular,  MID, y Tercera Posición (Graciela Camaño). Su campaña se centró en la lucha contra la corrupción y el cambio climático y en una apuesta por el desarrollo de las fuentes renovables de generación eléctrica.
Obtuvo el 21 % de los votos, quedando tercero en los resultados finales. A pesar de no haber apoyado explícitamente a ninguno de los candidatos en el balotaje, declaró que no quería que gane Scioli y que «Argentina necesita sin dudas un cambio».

### Candidatura para senador
El 26 de mayo de 2017 junto con Margarita Stolbizer confirmaron el armado de un frente electoral que competiría en las elecciones legislativas de ese año, al cual denominaron 1País. Massa definió como desafío del frente «avanzar en la construcción de una propuesta alternativa que sea la voz de los que no se sienten representados por Cambiemos, ni quieren volver al pasado de la mentira y la corrupción».
El 7 de junio integraron en la alianza a Victoria Donda y su respectiva agrupación política, aunque días después decidió retirarse por no llegar a un acuerdo con los lugares en las listas.
El 24 de junio se presentaron las listas confirmándose así que Massa encabezaría la lista de senadores nacionales acompañado en segundo lugar por Stolbizer. Por otro lado la lista de Diputados Nacionales quedaría encabezada por Felipe Solá acompañado por referentes como Mirta Tundis, Daniel Arroyo, José Ignacio de Mendiguren, Marcelo Díaz, entre otros.
En las PASO llevadas a cabo el 13 de agosto la lista de senadores obtuvo un 15,53 % de los votos y la de diputados un 14,78 % quedando así terceros luego de Unidad Ciudadana y Cambiemos. Finalmente para las generales de octubre la lista que Massa encabezó obtuvo el 11,32 % de los votos y la de diputados del mismo frente un 11,03 quedando Massa afuera del Congreso.
Esta fue la primera elección en donde perdió en Tigre, el cual sería su primer bastión electoral, quedando tercero.

### Candidatura a la presidencia

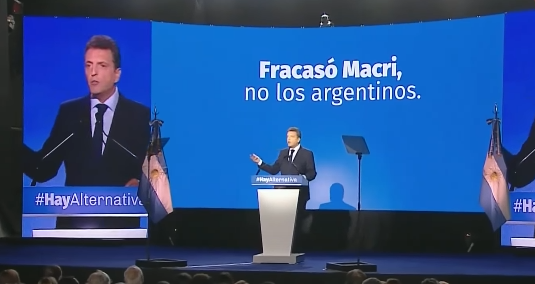
Massa anunciando su candidatura a la presidencia en La Rural

En abril de 2019, en un acto político en La Rural y bajo el lema de #HayAlternativa, anunció su candidatura a presidente para las elecciones presidenciales de 2019. Se planeaba que Massa compitiera contra Roberto Lavagna en las primarias para presidente en el espacio de Alternativa Federal. Luego se consideró que compitiera pero en el espacio del Frente de Todos.
Finalmente, en un acto en el Museo de Arte Latinoamericano de Buenos Aires, anunció que no se postularía como presidente y que encabezaría la lista de diputados del Frente de Todos por la provincia de Buenos Aires, con el argumento de no dividir a la oposición.
Terminaría siendo electo como diputado tras el 52,64 % de votos que obtuvo el Frente de Todos en Buenos Aires.

### Presidente de la Cámara de Diputados

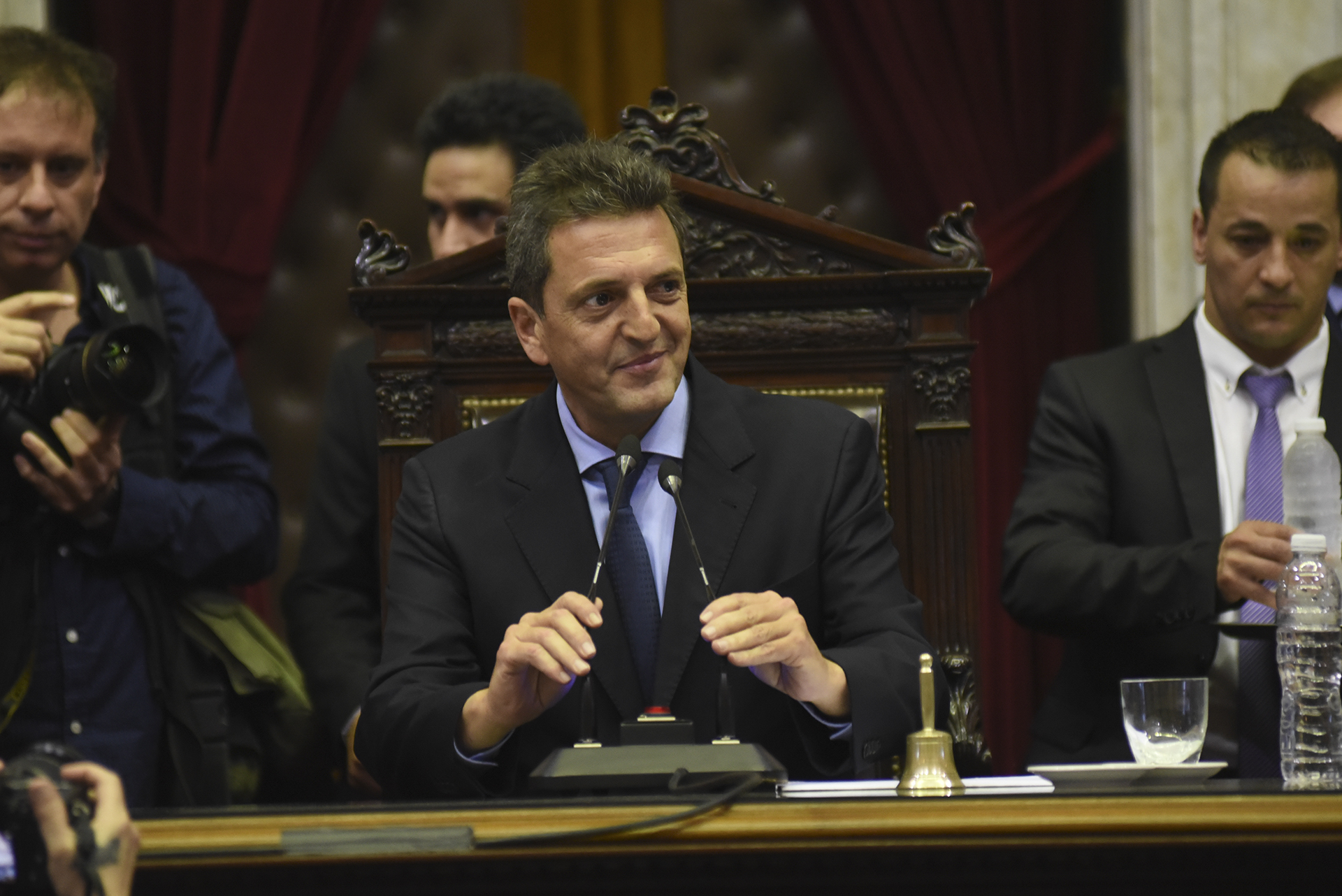
Massa como presidente de la Cámara de Diputados en 2019

En diciembre de 2019 fue nombrado presidente de la Cámara baja. A poco de asumir avanzó con modificaciones reglamentarias, entre ellas, que las comisiones sean presididas en igual cantidad por varones y por mujeres; el desdoblamiento y jerarquización de la Comisión de la de Familia, Mujer, Niñez y Adolescencia, cuyos temas pasaron a ser tratados por las comisiones de la Mujer y la Diversidad y la comisión de Familia y Niñez, y la revisión de algunos artículos del reglamento para agilizar el trámite de las sesiones. Durante la pandemia de COVID-19, impulsó la reducción de costos de la Cámara baja, con la suspensión de asesores en Diputados, el remate de autos y la restricción de pasajes con el objetivo de armar un fondo de $ 200 millones en cinco meses que se destinarían a instituciones de la salud. También impulsó una decisión administrativa que permitía ahorrar 40 millones de pesos por mes en concepto de pasajes que utilizaban los asesores y otras erogaciones que no eran esenciales para el funcionamiento de la Cámara de Diputados, además de trabajar sobre diversas iniciativas para atenuar el impacto económico de la pandemia. Se reunió con Máximo Kirchner y Carlos Heller para trabajar en diversas iniciativas, entre ellas, un impuesto dirigido a los legisladores con patrimonio superior a los 20 millones de pesos. En total logró en pocos meses reducir gastos por 200 millones de pesos.

El 7 de diciembre de 2021, fue ratificado como presidente de la Cámara de Diputados hasta 2023, por unanimidad de voto y fue apoyado por todos los bloques parlamentarios.

## Ministro de Economía
| Año  | Evolución del PBI | Inflación | Pobreza |
| ---- | ----------------- | --------- | ------- |
| 2022 | +5,2 %            | 94,8 %    | 39,2 %  |
| 2023 | -1,6 %            | 211,4 %   | 41,7 %  |

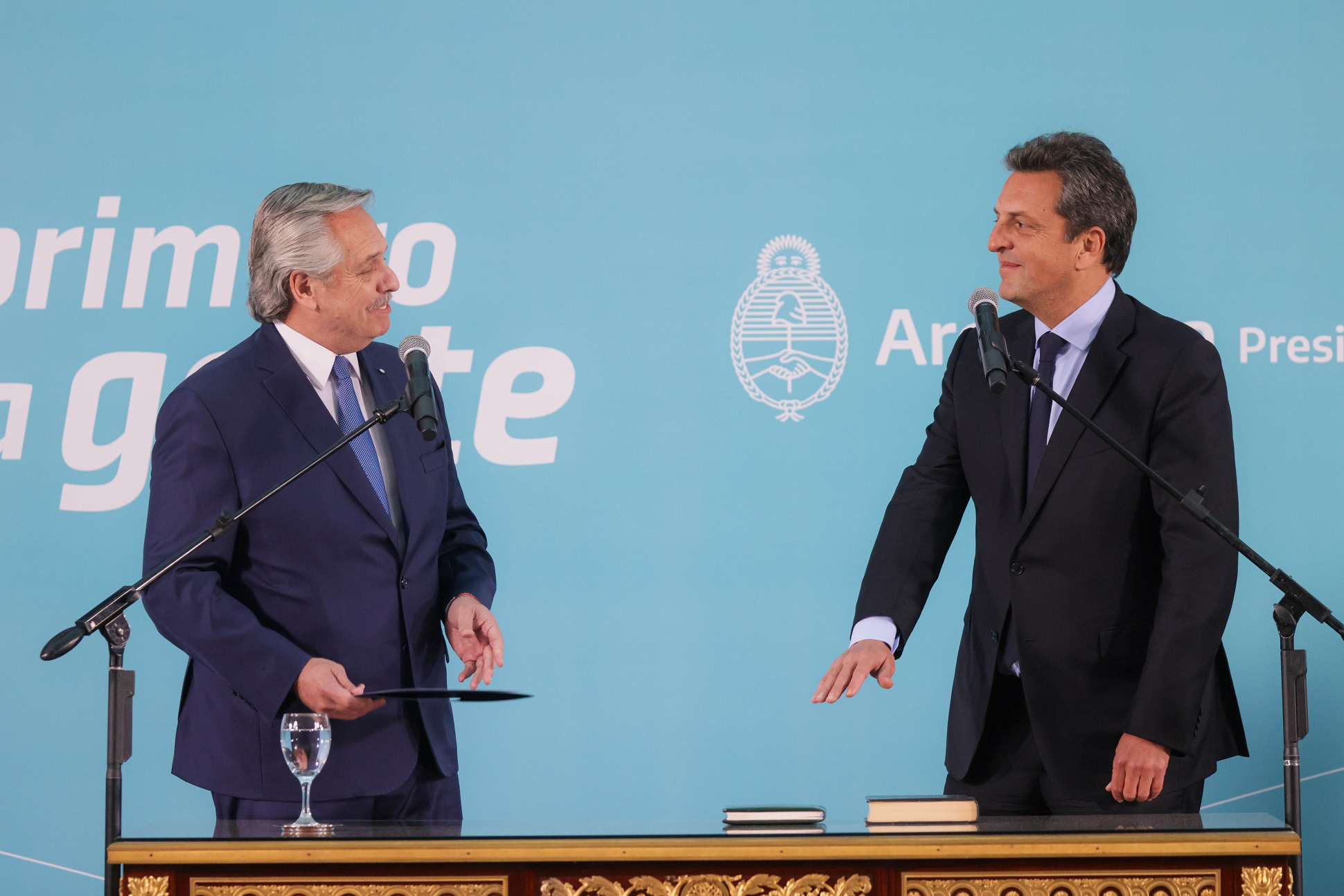
Massa jura como ministro de Economía de Alberto Fernández en 2022

El 28 de julio de 2022 fue designado ministro de Economía, en sustitución de Silvina Batakis. Hizo una reestructuración del Ministerio de Desarrollo Productivo y del Ministerio de Agricultura, Ganadería y Pesca, hasta entonces a cargo de Daniel Scioli y Julián Domínguez, que fueron degradadas a secretarías y puestas bajo la órbita del Ministerio de Economía.  Esta suerte de fusión de tres ministerios le valió el apodo de «superministro» por parte de los medios de comunicación. Asumió formalmente como ministro el 3 de agosto.
Dejó sus puestos de diputado nacional y presidente de la Cámara de Diputados, siendo reemplazado en este último puesto por Cecilia Moreau.
Al asumir como ministro, criticó a su antecesor, Martín Guzmán, denunciando que se topó con «reservas netas negativas y 12.4 puntos de déficit fiscal, sin posibilidad de hacer frente en caja a la mayoría de las obligaciones del Estado». También lo criticó tiempo después, acusándolo de «escaparse» y haber dejado incumplido el acuerdo con el FMI.
La inflación del 2022 fue de 94,8 %, siendo la inflación acumulada más alta desde 1990, cuando se ubicó en 1343,9 %. Además de ser más alta que el 57,7 % que la anterior gestión económica había calculado para el presupuesto de ese año.
El año 2023 comenzó con una sequía histórica, producto del fenómeno El Niño, que redujo los ingresos agrícolas en dólares casi a la mitad. Esta situación sumada al vencimiento de pagos a acreedores privados y al FMI provocó que, en julio de 2023, las reservas netas del Banco Central cayeran a US$6.450 millones, el nivel más bajo de la historia.
Massa propuso como idea clave  de su gestión, acumular reservas en dólares, mediante el aumento de las exportaciones y medidas para reducir el gasto en esta moneda. Durante el mes de junio de 2023 saldó los vencimientos con el FMI, utilizando derechos especiales de giro y yuanes, obtenidos a través de la renovación del swap de monedas con China por 130.000 millones de yuanes. Massa defendió la toma de crédito con China argumentando que es menos costoso que los sobrecargos que cobraba el FMI.
Durante el mes de septiembre de 2023, anunció una serie de medidas con el objetivo de reducir la carga fiscal. Presentó un proyecto para modificar el impuesto a las ganancias, con el objetivo de que solo paguen ese tributo los mayores ingresos superiores a 15 salarios mínimos con puestos jerárquicos. El proyecto sería aprobado a fines de ese mes con el apoyo del FIT-U y de LLA. El 7 de septiembre modificó los derechos de exportación para productos y subproductos de economías regionales con valor agregado, llevándolos a cero. El 15 de septiembre lanzó el programa "Compre sin IVA" que estableció un régimen de reintegros del 21% de las compras realizadas en comercios, con un tope de hasta $18.800, con una vigencia hasta el 31 de diciembre de ese mismo año.
Durante el mes de octubre de 2023 anunció su intención de enviar al Congreso un proyecto de Ley para crear una moneda digital de Banco Central. Defendió su postura argumentado que la moneda digital combate la economía en negro y «obtura definitivamente la corrupción».

#### Conflicto diplomático con Paraguay
Tras su paso por Estados Unidos para supervisar la reunión del Fondo Monetario Internacional, se reunió con el presidente de Paraguay Santiago Peña, en la residencia Mburuvicha Rogá. La reunión tuvo como eje la represa Yacyretá y la Hidrovía. Luego de la reunión, Peña expresó su desagrado al ver la inacción del gobierno argentino, declarando que se había acordado levantar la medida de mantener el peaje en la Hidrovía. El ministro de Transporte argentino, Diego Giuliano desmintió que se haya acordado eso y que sí se acordó analizar de manera conjunta los costos de obras de la Vía Navegable Santa Fe. Posteriormente Massa afirmó que Paraguay «debe miles de millones de dólares» por la construcción de la represa de Yacyretá que afrontó el Estado argentino en los años 80 y 90, reclamó que Paraguay le cobraba más cara la energía a Argentina que a Brasil y atribuyó el enojo del gobierno paraguayo a la necesidad de Peña de construir legitimidad.
Como consecuencia de este conflicto, Paraguay retiró su apoyo a Argentina en el FMI y Argentina acusó a Paraguay de abrir deliberadamente las compuertas de Aña Cuá de la misma represa liberando más de 2000 metros cúbicos de agua, acción que generaba una menor producción de la hidroeléctrica.

### Candidatura a la presidencia
El 23 de junio de 2023 fue designado dentro de la coalición "Unión por la Patria" como candidato a presidente, acompañado del entonces Jefe de Gabinete Agustín Rossi. Fue una decisión de la coalición apoyar la candidatura de Massa por sobre las candidaturas del sector kirchnerista de Eduardo de Pedro y de Daniel Scioli y que no haya interna para las elecciones primarias.
En las elecciones primarias obtuvo 5 277 538 votos, totalizando el 21,43 % del padrón electoral. Ya como candidato oficial se enfrentó en las elecciones presidenciales de octubre a cinco contrincantes: Javier Milei, Patricia Bullrich, Juan Schiaretti y Myriam Bregman. El 22 de octubre, Massa obtuvo el primer lugar con el 36,68 % de los sufragios, superando a Javier Milei pero no alcanzándole para ganar en primera vuelta. Tras dicho resultado, paso a una segunda vuelta entre él y Milei el 19 de noviembre, en la cual resultó derrotado con un 44.35 % frente al 55.65 % de Milei, perdiendo nuevamente una elección presidencial.
La inflación interanual de noviembre de 2023, último mes completo de su gestión como ministro de Economía, ascendió al 160,9%. Durante la gestión de Sergio Massa como Ministro de Economía, la emisión de dinero por parte del Banco Central de la Argentina (BCRA) fue muy importante, hasta el punto de que los pasivos monetarios remunerados (Leliq) llegaron a triplicar la base monetaria. Esto significa que el monto de dinero que el BCRA debía a los bancos por concepto de esas colocaciones (Leliq) era tres veces mayor que la cantidad de dinero que estaba circulando en la economía en forma de billetes y monedas, más las reservas bancarias.

## Historial electoral
|  | 48,34 % |

|  | 39,39 % |

|  | 46,32 % |

|  | 32,18 % |

|  | 73,14 % |

|  | 36,75 % |

|  | 43,95 % |

|  | 14.32 % |

|  | 21.39 % |

|  | 15,99 % |

|  | 11,31 % |

|  | 53,35 % |

|  | 52,64 % |

|  | 21,40 % |

|  | 36,68 % |

|  | 44,35 % |